# Centromochlus romani
Centromochlus romani är en fiskart som först beskrevs av Mees, 1988.  Centromochlus romani ingår i släktet Centromochlus och familjen Auchenipteridae. Inga underarter finns listade i Catalogue of Life.